# Шпикулово
Шпикулово — село в Жердевском районе Тамбовской области России. 
Административный центр Шпикуловского сельсовета.

## География
Расположено на реке Сухой Карачан  (верхнем левом притоке Карачана), в 28 км к востоку от райцентра, города Жердевка, и в 114 км по прямой к юго-востоку от центра города Тамбова.

## История

### История с XVIII по начало XX века
Село было основано с 1782 году. Входило в Алешковскую волость Тамбовской губернии, а позднее в Кабань-Никольскую волость. В  селе присутствовали фельдшерский пункт, кабак и 7 колодцев

### История с начала и конца XX века

#### Гражданская война
Во время Тамбовского восстания на село Шпикулово совершались атаки со стороны антоновцев. На стороне мятежников были созданы 2 полка (Шпикуловский) под руководством местного кулака, эсера, бывшего офицера царской армии Кузнецова И.М. После подавления восстания село вернулось под контроль советской власти.

#### Советский период
В 1935 году село Шпикулово стало административным центром Шпикуловского района. В 1959 году после упразднения Шпикуловского района населённый пункт отошёл к Жердевскому району. Во второй половине XX века в селе было построено множество зданий: дом культуры, больница, школа, кирпичный завод, а также множество других учреждений. Также проводилось строительство жилых домов в огромных количествах. Кроме того, существовал аэродром.

#### Современный период
В 90-х годах было закрыто множество предприятий и учреждений, в результате чего начался отток населения в более крупные населённые пункты. В 2010-х годах XXI века в селе была проведена реконструкция дома культуры, построены православный храм и современный стадион

## Население
| 2002 | 2010 |
| ---- | ---- |
| 635  | ↘561 |

Согласно результатам переписи 2002 года, в национальной структуре населения русские составляли 99 % от жителей.

## Транспорт
С автостанции города Жердевка в Шпикулово ходят автобусы